# Sierakowo (gromada)
Sierakowo – dawna gromada, czyli najmniejsza jednostka podziału terytorialnego Polskiej Rzeczypospolitej Ludowej w latach 1954–1972.
Gromady, z gromadzkimi radami narodowymi (GRN) jako organami władzy najniższego stopnia na wsi, funkcjonowały od reformy reorganizującej administrację wiejską przeprowadzonej jesienią 1954 do momentu ich zniesienia z dniem 1 stycznia 1973, tym samym wypierając organizację gminną w latach 1954–1972.
Gromadę Sierakowo z siedzibą GRN w Sierakowie utworzono – jako jedną z 8759 gromad na obszarze Polski – w powiecie rawickim w woj. poznańskim, na mocy uchwały nr 34/54 WRN w Poznaniu z dnia 5 października 1954. W skład jednostki weszły obszary dotychczasowych gromad Dębno Polskie, Kąty i Masłowo, ponadto miejscowości Kowaliki i Szymanowo z dotychczasowej gromady Szymanowo oraz parcele o łącznym obszarze 587,78,82 ha z karty 1 obrębu Sierakowo z dotychczasowej gromady Sierakowo ze zniesionej gminy Rawicz, a także parcele o łącznym obszarze 532,97,80 ha z kart 6–9 i 12 obrębu Rawicz z miasta Rawicza – w powiecie rawickim w woj. poznańskim; wreszcie obszar dotychczasowej gromady Załęcze ze zniesionej gminy Wąsosz w powiecie górowskim w woj. wrocławskim. Dla gromady ustalono 25 członków gromadzkiej rady narodowej.
1 stycznia 1959 do gromady Sierakowo włączono obszary zniesionych gromad Sarnowa (bez miejscowości Antoniewo i Zakrzewo) i Izbice oraz miejscowości Krasnolipka i Słupia Kapitulna ze zniesionej gromady Słupia Kapitulna w tymże powiecie.
1 stycznia 1970 do gromady Sierakowo włączono: a) 196,77 ha z miasta Rawicz i b) 281,69 ha z miasta Sarnowa w tymże powiecie, natomiast 10,46 ha (część wsi Sarnówka) z gromady Sierakowo włączono do miasta Sarnowa.
31 grudnia 1971 do gromady Sierakowo włączono miejscowości Łąkta, Sikorzyn, Stwolno, Ugoda, Wydawy, Zawady i Zielona Wieś ze zniesionej gromady Zielona Wieś w tymże powiecie.
1 stycznia 1972 z gromady Sierakowo wyłączono miejscowości Annopol i Jagodnia, włączając je do gromady Miejska Górka w tymże powiecie.
Gromada przetrwała do końca 1972 roku, czyli do kolejnej reformy gminnej. 1 stycznia 1973 w powiecie rawickim utworzono gminę Sierakowo (zniesiono ją ponownie w styczniu 1976).